# تومتینو پویه
تومتینو پویه (به صربی: Tometino Polje) یک منطقهٔ مسکونی در صربستان است که در پوژگا واقع شده‌است. تومتینو پویه ۳۷۳ نفر جمعیت دارد.